# Második dimenzió
A Második dimenzió a Mézga Aladár különös kalandjai című magyar rajzfilmsorozat első része, a sorozat epizódjaként a Mézga család tizennegyedik része.

## Cselekmény
|  | Alább a cselekmény részletei következnek! |

Paula kétségbe van esve, hogy Aladár elidegenedik a családjától, amit Géza nem talál vészesnek, hiszen kamasz, és fiatal korában ő is sokat kísérletezett. Hogy lefoglalja valamivel, Paula egy hegedűt vett neki, hogy játsszon azon, nem tudva, hogy a hangszer tokjába Aladár az űrhajóját tette. Mikor első útjára indulna a Gulliverklivel és egy kísérleti egérrel, rajtakapják őket, ezért otthon kellene maradniuk. Aladár ekkor kitalálja, hogy Blöki (aki ebben a sorozatban képes beszélni) hegedüljön helyette, hogy ő megszökhessen. El is indul, de útja során nekiütközik egy furcsa, kétdimenziós bolygónak, ahol életet talál. A kétdimenziós humanoid lények eszperente nyelven beszélnek, kivéve Eszes mestert, aki a fejedelem parancsa ellenére az "e" hangon kívül más magánhangzókat is használ, ami felségárulás. Börtönbe vetik, ahonnét Aladár a zseblámpája segítségével csalja a bolygó szélére, onnan pedig egy papírlapra. Űrhajóján háromdimenzióssá alakítja őt, akinek viszont így már nem tetszik annyira a dolog, és ki akarja katapultálni valamennyiüket az űrbe. Szorult helyzetéből az egér menti meg. Még éppen idejében érkezik vissza a Földre, ahol Géza nyúzott képpel közli vele, hogy most már abbahagyhatja a hegedülést.
|  | Itt a vége a cselekmény részletezésének! |

## Alkotók
- Rendezte: Gémes József, Nepp József
- Írta: Nepp József, Romhányi József
- Dramaturg: Komlós Klári
- Zenéjét szerezte: Deák Tamás
- Operatőr: Bacsó Zoltán
- Hangmérnök: Bársony Péter
- Vágó: Hap Magda
- Lektor: Lehel Judit
- Háttér: Kaim Miklós, Magyarkúti Béla
- Rajzolták: Bakai Károlyné, Cser Tamásné, Csonka György, Gémes József, Jenkovszky Iván, Losonczy Árpád, Ökrös András, Palkó József
- Munkatársak: Gyöpös Katalin, Kanics Gabriella, Kassai Klári, Németh Kálmánné, Paál Jánosné, Zsebényi Béla
- Színes technika: Dobrányi Géza
- Gyártásvezető: Szigeti Ágnes
- Produkciós vezető: Gyöpös Sándor, Kunz Román

Készítette a Magyar Televízió megbízázásól a Pannónia Filmstúdió.

## Szereplők
- Mézga Aladár: Némethy Attila
- Blöki: Szabó Ottó
- Mézga Géza: Harkányi Endre
- Mézgáné Rezovits Paula: Győri Ilona
- Mester: Somogyvári Rudolf
- Korbácsos: Képessy József
- Bányász: Horváth Pál
- Bányász felesége: Felföldi Anikó
- Kétdimenziós bolygó királya: Alfonzó
- Kapitány: Csurka László
- Hóhér: Farkas Antal